# Világtörténet (Holzwarth)
A Holzwarth-féle Világtörténet egy többkötetes 19. századi magyar nyelvű világtörténelem.

## Leírás
A Csanád-Egyházmegyei nyomda kiadásban Temesvárott 1887 és 1892 között megjelent mű tulajdonképpen Franz Joseph Holzwarth német történetíró (1826–1878) Allgemeinen Weltgeschichte für das katholische Volkjának a fordítása. A mintegy 5500 oldal terjedelmű munka 9 kötetben tárgyalja az emberiség történetét. Az egyes kötetek nem rendelkeznek külön címekkel.
A műnek sem reprint, sem elektronikus kiadása mindezideig nem létezik.

## Tartalomjegyzék
| Kötetszám   | Korszak               | Kiadási év | Oldalszám |
| ----------- | --------------------- | ---------- | --------- |
| I. kötet    | Ókor I.               | 1887       | 637 o.    |
| II. kötet   | Ókor II., középkor I. | 1889       | 602 o.    |
| III. kötet  | Középkor II.          | 1889       | 606 o.    |
| IV. kötet   | Középkor III.         | 1888       | 659 o.    |
| V. kötet    | Középkor IV.          | 1889       | 571 o.    |
| VI. kötet   | Újkor I.              | 1890       | 534 o.    |
| VII. kötet  | Újkor II.             | 1892       | 653 o.    |
| VIII. kötet | Újkor III.            | 1892       | 582 o.    |
| IX. kötet   | Újkor IV.             | 1892       | 752 o.    |